# 2025年のJリーグ
この項目では、2025年シーズンの日本プロサッカーリーグ (Jリーグ) について述べる。

## 概要
Jリーグ発足から33年目のシーズンを迎える。Jリーグは2026年から8月開幕・翌年5月閉幕の「秋春制」に移行することが決定していることから、春開幕・秋閉幕のシーズンとしてはこの年が最後となる予定。
全カテゴリー共通のレギュレーションの変更点として、選手登録及び移籍に関するルールの変更が挙げられる。具体的には、クラブごとの選手登録数について、これまでは原則「25名」、AFCチャンピオンズリーグ (ACL) 参加クラブのみ「27名」（2024年シーズンはオリンピック開催年の代表選手派遣を考慮した特別措置として、全クラブ「27名」）としていたプロA契約枠を、原則「27名」とした上で、FIFAクラブワールドカップ2025に出場する浦和レッズは特例的に「30名」とする。また、期限付き移籍の人数に関して、貸出・借受出来る人数を「（育成型期限付き移籍を除き）最大10名まで」、特定の国内クラブとの間で貸出・借受出来る人数を「（育成型にかかわらず）最大3名まで」とするルールを新たに設定した（2024年10月29日のJリーグ理事会及び2024年11月21日の日本サッカー協会理事会で決定）。
加えて、公式戦でのエントリー可能選手の上限人数についても、原則「18名」（2024JリーグYBCルヴァンカップのみ「20名」）としていたものを、全ての大会で「20名」に統一することも定められた（2024年10月29日のJリーグ理事会で決定）。

## できごと
2024年9月24日
この日行われたJリーグの理事会で、2025シーズンの開幕節を2月14日・15日・16日とすることを決定。AFCチャンピオンズリーグエリート2024/25 (ACLE)・AFCチャンピオンズリーグ2 2024/25 (ACL2) 等の日程を考慮したもので、これまでで最も早い開幕となる。
2024年11月1日
2025年シーズンの日程発表を従来から大幅に早め、12月13日以降、毎週金曜日に年間日程を随時発表することを明らかにした。リーグ戦2月・3月開催分のキックオフ日時・スタジアムは12月27日に、リーグ戦4-8月開催分のキックオフ日時・スタジアムは1月22日にそれぞれ発表予定。
2024年11月25日
2025年シーズンの各大会（J1 / J2 / J3 / ルヴァンカップ / スーパーカップ / 昇格プレーオフ / 入れ替え戦）についての概要・大会日程を発表。ルヴァンカップのみ、ACLE・ACL2に加え、FIFAクラブワールドカップ2025 (CWC) を考慮したレギュレーションとなった以外は前年（2024年シーズン）の大会方式から変更無し。
2024年12月13日
J1/J2/J3リーグ戦の年間対戦カード及びフライデーナイトJリーグの開催日・開催カードを発表。オープニングマッチは2025年2月14日にガンバ大阪vsセレッソ大阪の大阪ダービーとなり、翌日以降残りの開幕節を実施。ただし、J3のヴァンラーレ八戸vsツエーゲン金沢とギラヴァンツ北九州vs松本山雅FCの2試合のみ、リーグ全体での会場調整の都合から第1節が4月26日または27日（第10節の翌週）に行われるため、4クラブについては2月22日から24日に行われる第2節が実質的な開幕節となる。
2024年12月17日
この日行われたJリーグの理事会で、以下の事項を決定。
- 2025シーズンの年間順位決定方法について、勝ち点が並んだ場合に「得失点差」「総得点数」「当該チーム間の対戦成績」「抽選」で順位を決定（反則ポイントを順位決定指標から除外）することを決定。
- 2026/27シーズンからの秋春制移行のために2026年上期に行われる「特別大会」の開催方式を決定。
  - J1は20クラブを10クラブずつ2グループに分けて2回戦総当たり（完全決着方式）の「地域リーグ」を行い（全180試合）、地域リーグの同順位同士でホーム・アンド・アウェー2試合を行い最終順位を決定する。優勝クラブ（地域リーグ1位同士の勝者）にAFCチャンピオンズリーグエリート2026/27 (ACLE) の出場権を与える。
  - J2及びJ3は40クラブを10クラブずつ4グループ分けて2回戦総当たり（完全決着方式）の「地域リーグ」を行い（全360試合）、地域リーグの同順位4クラブずつでシングルイリミネーショントーナメントを行って順位を決定する。
  - J1特別大会、J2/J3特別大会とも、大会結果に基づく昇降格は行わない。

2024年12月20日
国立競技場で開催される試合「THE国立DAY」の日程と対戦カードを発表。FC東京の主催試合3試合を始め、東京ヴェルディ・FC町田ゼルビア・ヴィッセル神戸・鹿島アントラーズ・清水エスパルス主催となるJ1の9試合と、J2のジェフユナイテッド千葉vsRB大宮アルディージャの計10試合を開催。
1月28日
この日行われた理事会で以下の事項を決定。
- 「審判領域の質向上に向けた取り組み」の一環として、Jリーグ担当審判員の試合ごとの手当（報酬）額を引き上げ。
- Jリーグ規律委員会による懲罰の運用を見直し、主審が命じた退場（2枚目のイエローカード提示によるものを除く）に明らかな誤りがあるかどうかをJリーグ規律委員会が判断する際、元選手・元審判・弁護士各1名で構成される「検討部会」が事前に検討を行った結果を規律委員会に諮問する形に改め、元選手の見解が反映される枠組みとする。
- Jリーグの理事・役員選任に当たって、社外理事・特任理事の任期上限をこれまでの「2期4年」から「4期8年」に改めると共に、役員（理事、監事および特任理事）の年齢制限をこれまでの「就任時65歳未満」から「就任時70歳未満」に引き上げる。

2月10日
このシーズンより、Jリーグ公式の「シーズン応援ソング」を制作し、第一弾として、2025年シーズンの応援ソングを Little Glee Monsterの歌う『For Decades』に決定したことを発表。
2月13日
2025年シーズンの月間表彰について発表。前年の「月間MVP」「月間ベストゴール」「月間優秀監督賞」「月間ヤングプレーヤー賞」に加え、新たに“最も優れたセーブ”を称える「月間ベストセーブ賞」を表彰。
2月27日
栃木シティのホームタウンを「栃木市、壬生町、足利市」に変更（足利市を追加）することを承認。
3月1日
この日行われたJ1第4節・鹿島アントラーズvsFC東京（県立カシマサッカースタジアム）にて、FC東京の2種登録選手・北原槙が83分（後半38分）から出場。北原は15歳7ヶ月22日でのJ1初出場で、森本貴幸（当時東京ヴェルディ1969）が持っていた15歳10ヶ月6日のJ1最年少出場記録を21年ぶりに更新。
3月13日
アルビレックス新潟のサッカースクールコーチが、2月24日に飲酒を伴う会食に出席し、自家用車で仮眠後の25日未明に運転をして駐車場の敷地の外に出たところで警察官に呼び止められ、呼気検査の結果血中アルコール濃度が酒気帯び運転の基準値を超えていたことからその場で検挙された（スクールコーチとは同日付で委託契約解除）。このことがJリーグ規約に定める法令遵守規定に違反するとして、クラブに対して譴責処分を課すことを決定。
4月7日
「ポストユース」世代と呼ばれる19歳から21歳の選手育成・強化を目的に、Jリーグと日本サッカー協会の協働事業として、「U-22 Jリーグ選抜」「U-18 Jリーグ選抜」の活動を行うことを発表。
U-22 Jリーグ選抜は2期に分けて、それぞれ関東大学選抜、関西学生選抜とのテストマッチを実施し、U-18 Jリーグ選抜は秋に欧州遠征を実施する予定。
4月24日
京都サンガF.C.のホームタウンを「京都市、宇治市、城陽市、向日市、長岡京市、京田辺市、木津川市、亀岡市、南丹市、京丹波町、福知山市、舞鶴市、綾部市、八幡市、宮津市、大山崎町、久御山町、京丹後市、精華町、井手町、宇治田原町、和束町、与謝野町、笠置町、南山城村、伊根町」に変更（笠置町、南山城村、伊根町を追加）することを承認。これにより京都は府内全市町村がホームタウンとなった。
5月20日
ゴールデンウィーク中の5月3日に行われたJリーグ28試合の合計入場者数が422,001人となり、前年5月3日の合計入場者数381,296人を上回って、1日あたりの最多入場者数記録を更新。
7月30日
この日行われた明治安田Jリーグワールドチャレンジ2025 presented by 日本財団・横浜F・マリノスvsリヴァプール（日産スタジアム）の入場者数が67,032人となり、2023年7月26日に行われた Audi Football Summit powered by docomo・FCバイエルン・ミュンヘンvsマンチェスター・シティ（国立競技場）の65,049人を上回り、Jリーグ主催試合における最多入場者数記録を更新。

### 試合の中止・延期
特記なき限り代替試合は当初予定されていた会場で開催。
| 中止日  | 大会・節            | 対戦カード（会場）      | 中止・延期理由 | 代替試合日 | 備考 |
| ------- | ------------------- | ----------------------- | -------------- | ---------- | ---- |
| 3月16日 | J3第5節             | 松本 - 長野（サンアル） | 積雪の影響     | 5月14日    |      |
| 3月16日 | J3第5節             | 福島 - 沼津（とうスタ） | 積雪の影響     | 4月23日    |      |
| 3月26日 | ルヴァン杯 1st1回戦 | 今治 - 徳島（アシさと） | 林野火災の影響 | 4月9日     |      |

## J1
| 順 | チーム             | 試 | 勝 | 分 | 敗 | 得 | 失 | 差  | 点 | 出場権または降格    |
| -- | ------------------ | -- | -- | -- | -- | -- | -- | --- | -- | ------------------- |
| 1  | 鹿島アントラーズ   | 25 | 15 | 2  | 8  | 37 | 24 | +13 | 47 | ACLE2026/27出場     |
| 2  | 柏レイソル         | 25 | 13 | 8  | 4  | 35 | 23 | +12 | 47 | ACLE2026/27出場     |
| 3  | ヴィッセル神戸     | 25 | 14 | 4  | 7  | 34 | 24 | +10 | 46 |                     |
| 4  | 京都サンガF.C.     | 25 | 13 | 6  | 6  | 42 | 30 | +12 | 45 |                     |
| 5  | FC町田ゼルビア     | 25 | 13 | 4  | 8  | 36 | 25 | +11 | 43 |                     |
| 6  | サンフレッチェ広島 | 25 | 13 | 4  | 8  | 29 | 18 | +11 | 43 |                     |
| 7  | 浦和レッズ         | 25 | 11 | 8  | 6  | 34 | 25 | +9  | 41 |                     |
| 8  | 川崎フロンターレ   | 25 | 10 | 8  | 7  | 40 | 31 | +9  | 38 |                     |
| 9  | セレッソ大阪       | 25 | 10 | 7  | 8  | 40 | 34 | +6  | 37 |                     |
| 10 | アビスパ福岡       | 25 | 9  | 8  | 8  | 26 | 25 | +1  | 35 |                     |
| 11 | ガンバ大阪         | 25 | 10 | 4  | 11 | 29 | 34 | −5  | 34 |                     |
| 12 | ファジアーノ岡山   | 25 | 9  | 6  | 10 | 23 | 22 | +1  | 33 |                     |
| 13 | 清水エスパルス     | 25 | 8  | 7  | 10 | 29 | 32 | −3  | 31 |                     |
| 14 | 東京ヴェルディ     | 25 | 8  | 7  | 10 | 16 | 24 | −8  | 31 |                     |
| 15 | FC東京             | 25 | 8  | 5  | 12 | 27 | 35 | −8  | 29 |                     |
| 16 | 名古屋グランパス   | 25 | 7  | 7  | 11 | 29 | 35 | −6  | 28 |                     |
| 17 | 湘南ベルマーレ     | 25 | 6  | 6  | 13 | 20 | 39 | −19 | 24 |                     |
| 18 | 横浜F・マリノス    | 25 | 5  | 6  | 14 | 23 | 33 | −10 | 21 | J2リーグ 2026へ降格 |
| 19 | 横浜FC             | 25 | 5  | 4  | 16 | 15 | 32 | −17 | 19 | J2リーグ 2026へ降格 |
| 20 | アルビレックス新潟 | 25 | 4  | 7  | 14 | 25 | 44 | −19 | 19 | J2リーグ 2026へ降格 |

## J2
| 順 | チーム                 | 試 | 勝 | 分 | 敗 | 得 | 失 | 差  | 点 | 昇格または降格       |
| -- | ---------------------- | -- | -- | -- | -- | -- | -- | --- | -- | -------------------- |
| 1  | 水戸ホーリーホック     | 25 | 15 | 6  | 4  | 39 | 20 | +19 | 51 | J1 2026へ昇格        |
| 2  | ジェフユナイテッド千葉 | 25 | 13 | 6  | 6  | 36 | 23 | +13 | 45 | J1 2026へ昇格        |
| 3  | 徳島ヴォルティス       | 25 | 12 | 8  | 5  | 26 | 13 | +13 | 44 | J1昇格プレーオフ進出 |
| 4  | V・ファーレン長崎      | 25 | 11 | 9  | 5  | 41 | 36 | +5  | 42 | J1昇格プレーオフ進出 |
| 5  | ベガルタ仙台           | 25 | 11 | 9  | 5  | 28 | 23 | +5  | 42 | J1昇格プレーオフ進出 |
| 6  | サガン鳥栖             | 25 | 12 | 6  | 7  | 26 | 22 | +4  | 42 | J1昇格プレーオフ進出 |
| 7  | RB大宮アルディージャ   | 25 | 11 | 8  | 6  | 34 | 22 | +12 | 41 |                      |
| 8  | ジュビロ磐田           | 25 | 11 | 5  | 9  | 38 | 35 | +3  | 38 |                      |
| 9  | FC今治                 | 25 | 9  | 10 | 6  | 31 | 25 | +6  | 37 |                      |
| 10 | ヴァンフォーレ甲府     | 25 | 9  | 8  | 8  | 25 | 23 | +2  | 35 |                      |
| 11 | 北海道コンサドーレ札幌 | 25 | 10 | 4  | 11 | 32 | 41 | −9  | 34 |                      |
| 12 | いわきFC               | 25 | 7  | 9  | 9  | 33 | 35 | −2  | 30 |                      |
| 13 | 藤枝MYFC               | 25 | 7  | 8  | 10 | 28 | 32 | −4  | 29 |                      |
| 14 | 大分トリニータ         | 25 | 6  | 10 | 9  | 22 | 26 | −4  | 28 |                      |
| 15 | ブラウブリッツ秋田     | 25 | 8  | 4  | 13 | 32 | 43 | −11 | 28 |                      |
| 16 | モンテディオ山形       | 25 | 7  | 5  | 13 | 35 | 38 | −3  | 26 |                      |
| 17 | ロアッソ熊本           | 25 | 6  | 6  | 13 | 30 | 40 | −10 | 24 |                      |
| 18 | カターレ富山           | 25 | 5  | 8  | 12 | 21 | 31 | −10 | 23 | J3 2026へ降格        |
| 19 | レノファ山口FC         | 25 | 3  | 11 | 11 | 21 | 31 | −10 | 20 | J3 2026へ降格        |
| 20 | 愛媛FC                 | 25 | 2  | 10 | 13 | 23 | 42 | −19 | 16 | J3 2026へ降格        |

## J3
| 順 | チーム               | 試 | 勝 | 分 | 敗 | 得 | 失 | 差  | 点 | 昇格または降格          |
| -- | -------------------- | -- | -- | -- | -- | -- | -- | --- | -- | ----------------------- |
| 1  | ヴァンラーレ八戸     | 23 | 15 | 4  | 4  | 32 | 15 | +17 | 49 | J2 2026へ昇格           |
| 2  | 栃木シティ           | 23 | 13 | 6  | 4  | 35 | 22 | +13 | 45 | J2 2026へ昇格           |
| 3  | FC大阪               | 23 | 13 | 5  | 5  | 35 | 18 | +17 | 44 | J2昇格プレーオフ進出    |
| 4  | 鹿児島ユナイテッドFC | 23 | 11 | 8  | 4  | 40 | 25 | +15 | 41 | J2昇格プレーオフ進出    |
| 5  | テゲバジャーロ宮崎   | 23 | 10 | 8  | 5  | 31 | 25 | +6  | 38 | J2昇格プレーオフ進出    |
| 6  | 奈良クラブ           | 23 | 10 | 7  | 6  | 30 | 25 | +5  | 37 | J2昇格プレーオフ進出    |
| 7  | ギラヴァンツ北九州   | 23 | 10 | 3  | 10 | 25 | 24 | +1  | 33 |                         |
| 8  | ガイナーレ鳥取       | 23 | 9  | 4  | 10 | 23 | 25 | −2  | 31 |                         |
| 9  | 高知ユナイテッドSC   | 23 | 8  | 7  | 8  | 33 | 37 | −4  | 31 |                         |
| 10 | 松本山雅FC           | 23 | 8  | 6  | 9  | 26 | 28 | −2  | 30 |                         |
| 11 | 栃木SC               | 23 | 8  | 5  | 10 | 20 | 23 | −3  | 29 |                         |
| 12 | 福島ユナイテッドFC   | 23 | 7  | 7  | 9  | 37 | 49 | −12 | 28 |                         |
| 13 | ザスパ群馬           | 23 | 6  | 9  | 8  | 32 | 34 | −2  | 27 |                         |
| 14 | FC琉球               | 23 | 7  | 6  | 10 | 23 | 26 | −3  | 27 |                         |
| 15 | SC相模原             | 23 | 6  | 9  | 8  | 23 | 30 | −7  | 27 |                         |
| 16 | ツエーゲン金沢       | 23 | 7  | 5  | 11 | 25 | 30 | −5  | 26 |                         |
| 17 | AC長野パルセイロ     | 23 | 6  | 6  | 11 | 17 | 26 | −9  | 24 |                         |
| 18 | カマタマーレ讃岐     | 23 | 5  | 6  | 12 | 22 | 29 | −7  | 21 |                         |
| 19 | FC岐阜               | 23 | 4  | 8  | 11 | 25 | 37 | −12 | 20 | J3・JFL入れ替え戦に出場 |
| 20 | アスルクラロ沼津     | 23 | 3  | 9  | 11 | 24 | 30 | −6  | 18 | Jリーグ退会・JFLへ加盟  |

### 注記
1. ↑  2025年3月19日発売のアルバム「Ambitious」に収録予定、同年2月11日から先行配信。